# تييت جاجوماغي
تيت جاجوماجي (مواليد 1969) سياسي إستوني. كان عضوا في الهيئة التشريعية في استونيا ريجيكوغو الخامس .  ولقد كان عضوًا في حزب Res Publica .